# Лабораторна, 9-Б
Сади́ба на Лаборато́рній ву́лиці, 9-б — зразок житлових споруд часів забудови садиб на схилах долини Либеді у другій половині XIX сторіччя.
Наказом Міністерства культури і туризму України № 706/0/16-10 від 15 вересня 2010 року будівля занесена до переліку пам'яток містобудування й архітектури місцевого значення. 2019 року Окружний адміністративний суд міста Києва скасував цей наказ, щоб дозволити знищити пам'ятку і звести висотку.

## Історія

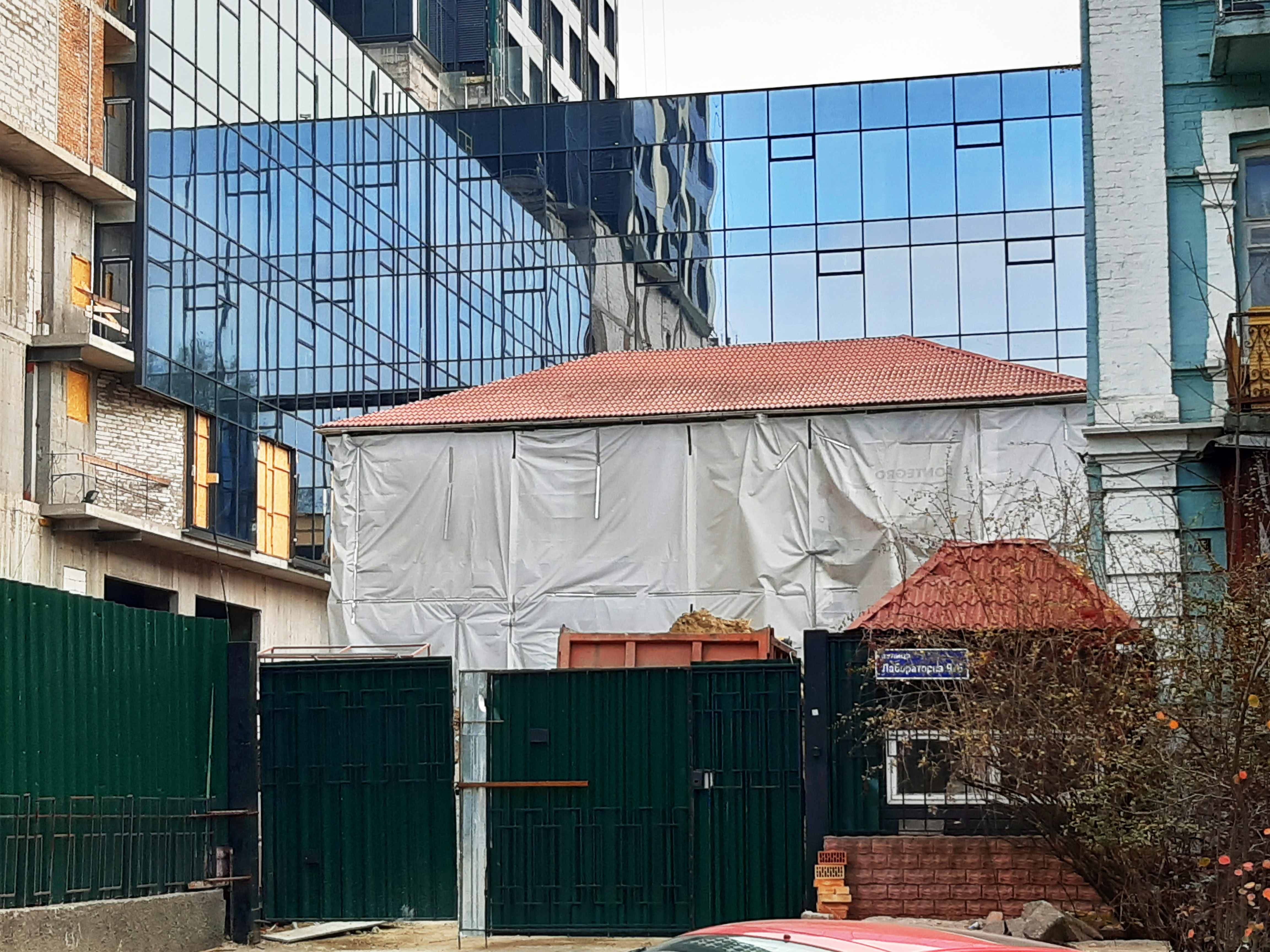
Підготування особняка до знищення

Особняк у стилі модерн зведений наприкінці XIX сторіччя на Новій Забудові.
У 1906—1914 роках власниками садиби були міщани Олександр Олексійович та Марія Петрівна Кіци.

## Знищення пам'ятки
У травні 2017 року будинок площею 276 м² викупило ТОВ «Скайпроджект», кінцевий бенефіціар якого згідно з даними Єдиного державного реєстру — Олександр Вацлович Глімбовський, тесть Романа Насірова, на той момент голови Державної фіскальної служби. На території особняка планувалось звести висотну будівлю. 
Оскільки статус пам'ятки не дозволяв знищити будинок, «Скайпроджект» звернувся до суду. Позивач доводив, що будинок не відповідає критерію автентичності, що є одним із необхідних критеріїв під час вирішення питання внесення до реєстру.
Окружний адміністративний суд міста Києва своїм рішенням № 826/16077/18 від 9 січня 2019 року скасував наказ Міністерства культури і туризму України про внесення особняка до державного реєстру пам'яток.
Шостий апеляційний адміністративний суд Києва підтвердив рішення окружного суду.
9 листопада 2019 року будівлю зруйнували для зведення чергової вежі ЖК «Metropole». Місцеві мешканці  стверджують, що забудовник також зазіхнув на історичний будинок, розташований поруч (№ 11).

## Галерея

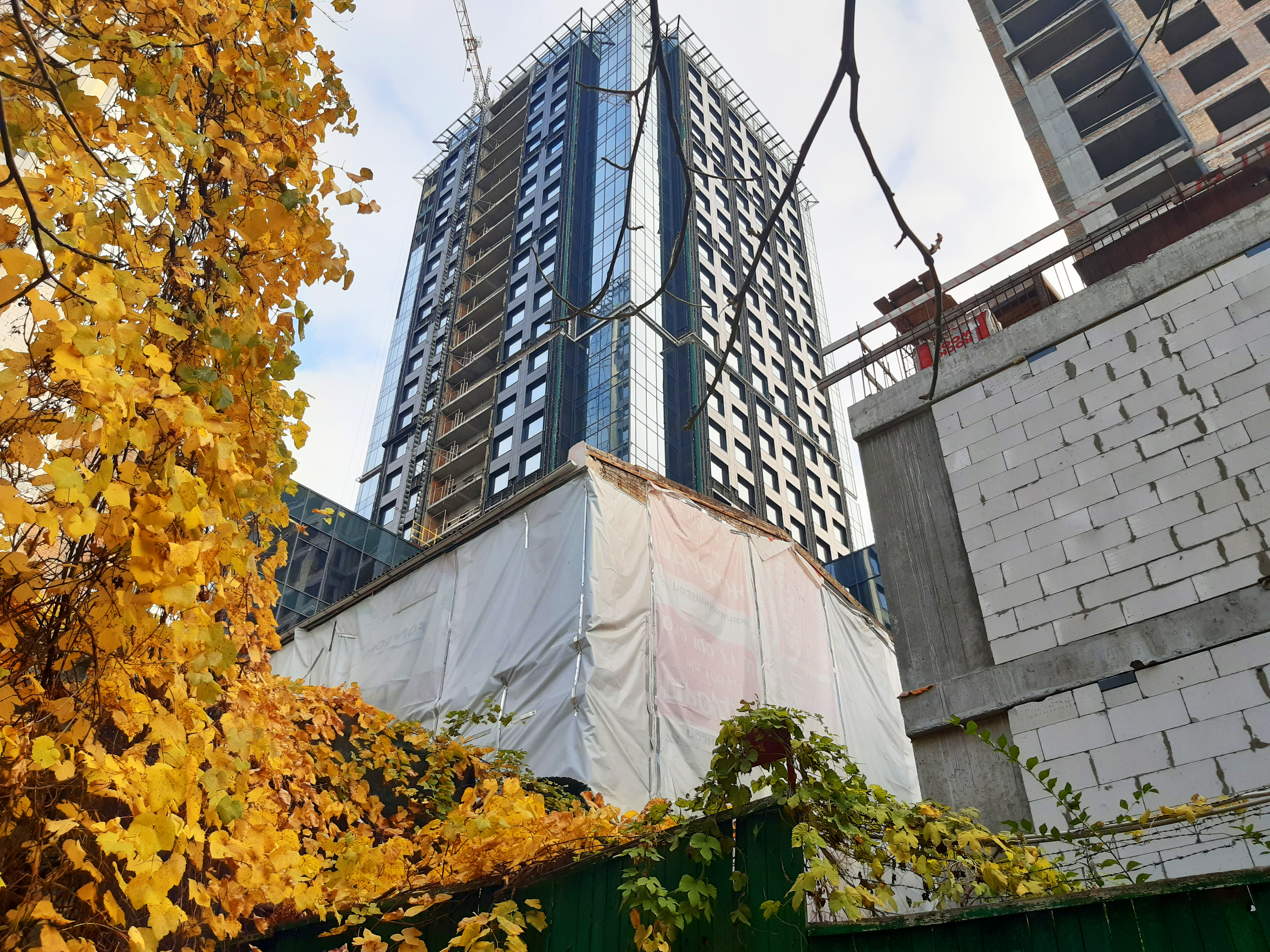
Багатоповерхова будівля на місці садиби
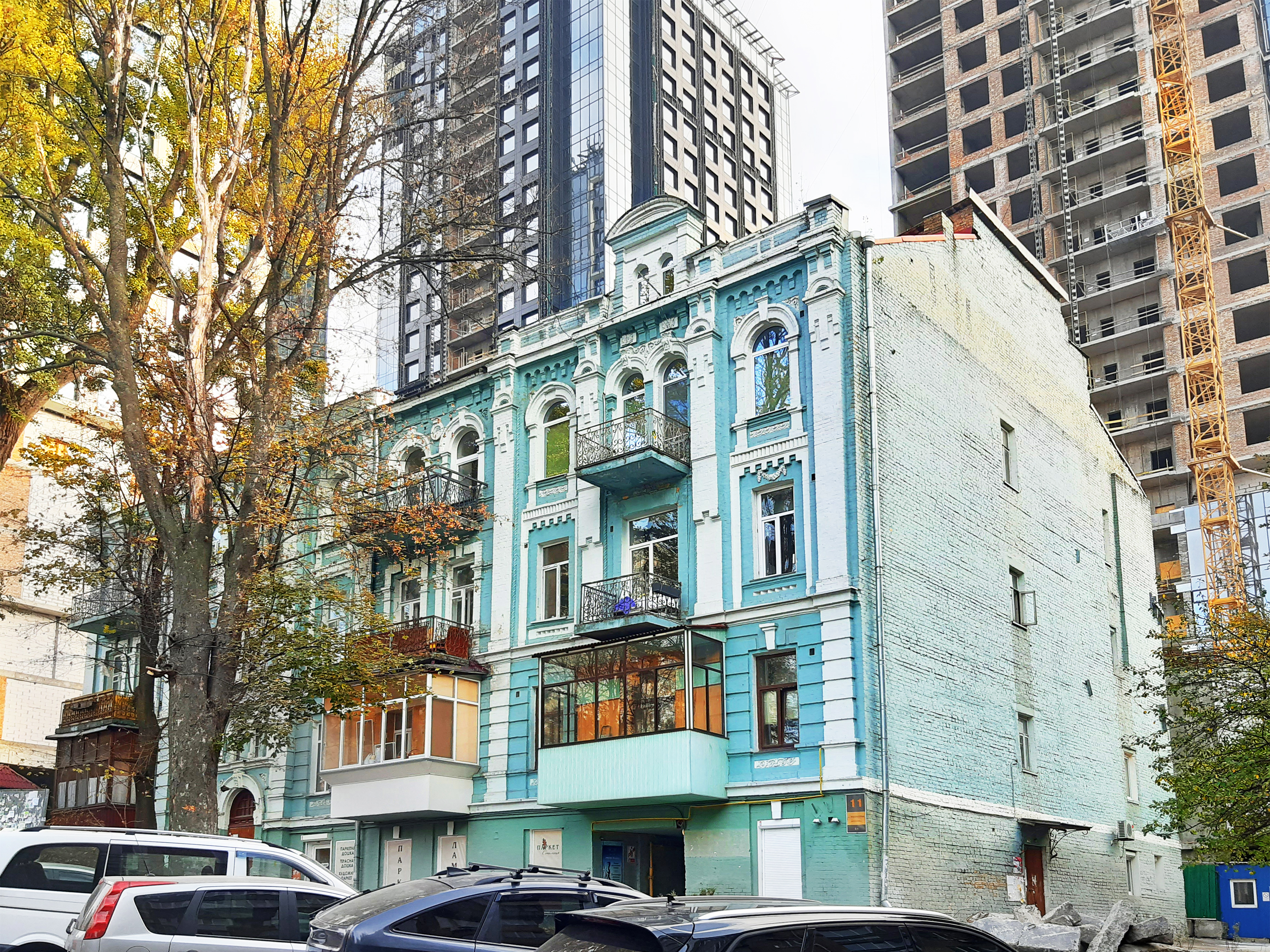
Сусідній історичний будинок (№ 11), на який також зазіхнув забудовник